# Elongace

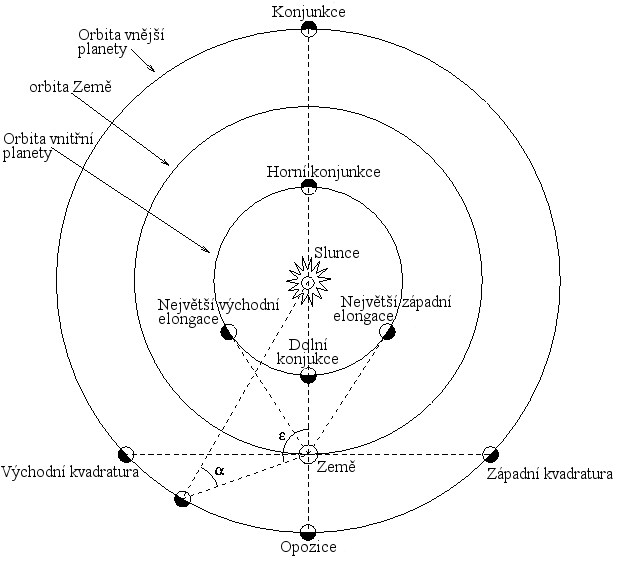

Elongace je astronomický termín pro úhel mezi Sluncem a planetou, jak je viděn ze Země.
Pokud planeta vychází a zapadá později než Slunce, jde o východní elongaci, vychází-li a zapadá dříve než Slunce, mluvíme o západní elongaci.
Elongace 0° se nazývá konjunkce, elongace 180° opozice a elongace 90° kvadratura.
O největší (východní nebo západní) elongaci má význam mluvit jen u vnitřních planet, u vnějších planet je to vždy opozice. Vidíme-li vnitřní planetu těsně po soumraku a ve fázi, kdy je Sluncem z poloviny osvětlená, je poblíž své největší východní elongace. Je-li vnitřní planeta viditelná a z poloviny osvětlená před východem slunce, je poblíž své největší západní elongace.
| Planeta | max. e. v periheliu | max. e. v afeliu |
| ------- | ------------------- | ---------------- |
| Merkur  | 16°                 | 27° 56'          |
| Venuše  | 45° 54'             | 46° 44'          |

Značný rozdíl maximálních elongací Merkuru je způsoben poměrně velkou výstředností jeho dráhy.